# Ernährungsberatung

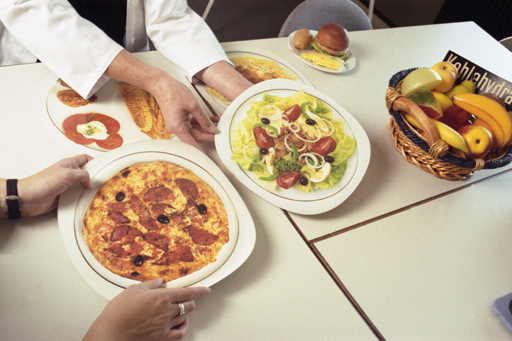
Ernährungsberatung durch eine Diätassistentin/Ökotrophologin mithilfe von Schaubildern

Eine Ernährungsberatung vermittelt Informationen über ernährungsphysiologische, biochemische und allergologische Zusammenhänge der Ernährung und beinhaltet Beratung zur Lebensmittelstruktur, deren Herstellungsprozessen und gegebenenfalls auch zu Themen wie Essverhalten, Lebensführung, Körperbewusstsein und Sport.

## Ernährungsberater
Eine Ernährungsberatung richtet sich im Gegensatz zur Diättherapie meist an gesunde Personen in besonderen Lebenssituationen (wie z. B. Schwangere, Sportler) oder Personen, die bereits Risikofaktoren, wie z. B. Übergewicht (nicht Adipositas), vorweisen, aber noch nicht erkrankt sind.

### Deutschland

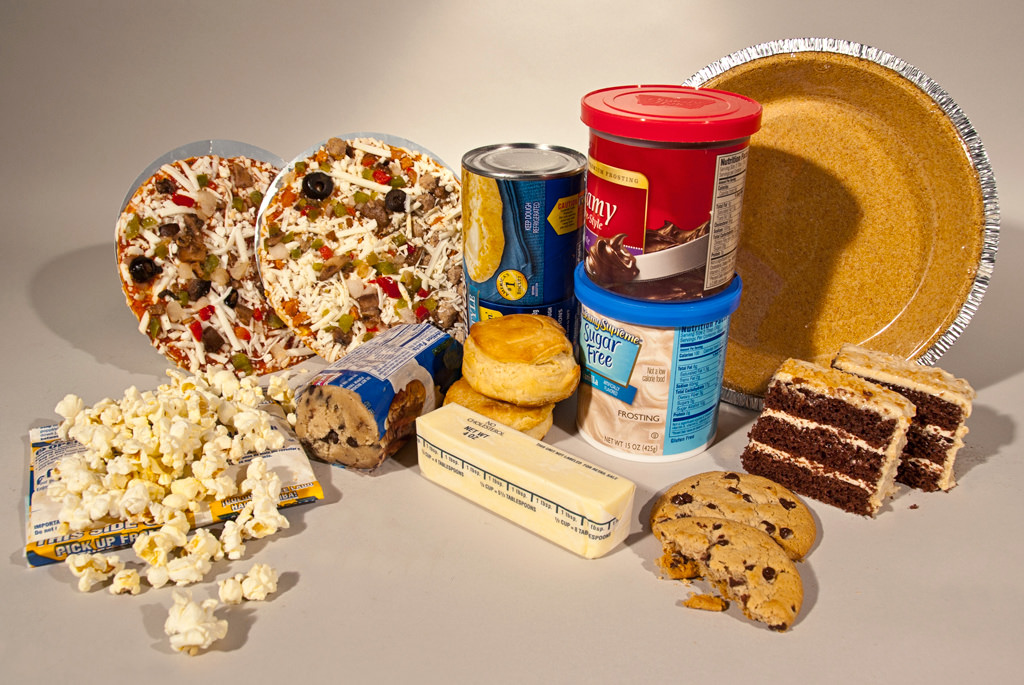
Aufklärungsmaterial über Transfette

Ernährungsberatung wird in Deutschland von den gesetzlichen Krankenkassen gemäß § 20 SGB V bezuschusst. Demnach sind für die Ernährungsberatung verschiedene Berufsgruppen qualifiziert, Ernährungswissenschaftler, Ökotrophologen und Diätassistenten. Ernährungswissenschaftler und Ökotrophologen müssen sich nach ihrem Studium weiterqualifizieren, um Ernährungsberatungen mit den Krankenkassen abrechnen zu können. Diese Weiterbildung ist z. B. die Weiterbildung zum Ernährungsberater/DGE (Deutsche Gesellschaft für Ernährung), oder zum zertifizierten Ernährungsberater VDOE vom Berufsverband Ökotrophologie e. V. (VDOE).
Da Diätassistenten zu den sogenannten bundesrechtlich geregelten Heilhilfsberufen (Synonym Gesundheitsfachberuf, Medizinalfachberuf, Heilhilfsberuf u. ä.) zählen, entfällt die Notwendigkeit einer Zusatzqualifikation. Sie können direkt bei ihrem Berufsverband ein den anderen Zertifikaten gleichgestelltes Zertifikat Ernährungsberater/VDD beantragen. Auch dieses Zertifikat muss durch Weiterbildungen alle 3 Jahre aktualisiert werden. Das Diätassistentengesetz von 1994 und die dazugehörige Ausbildungs- und Prüfungsordnung hat folgendes Ausbildungsziel:

„Die Ausbildung soll entsprechend der Aufgabenstellung des Berufs insbesondere die Kenntnisse, Fähigkeiten und Fertigkeiten vermitteln, die zur eigenverantwortlichen Durchführung diättherapeutischer und ernährungsmedizinischer Maßnahmen auf ärztliche Anordnung oder im Rahmen ärztlicher Verordnung wie dem Erstellen von Diätplänen, dem Planen, Berechnen und Herstellen wissenschaftlich anerkannter Diätformen befähigen, sowie dazu, bei der Prävention und Therapie von Krankheiten mitzuwirken und ernährungstherapeutische Beratungen und Schulungen durchzuführen.“

Eine seriöse Ernährungsberatung ist dadurch gekennzeichnet, dass innerhalb der Beratung keine Verkäufe stattfinden und der Berater sich in seinen Ausführungen herstellerneutral und werbefrei verhält. Dies ist zum Beispiel in der Berufsordnung für freiberufliche Ökotrophologen des VDOE geregelt.
- Diätassistent/Diätologe (Österreich, früher Diätassistent) – Heilhilfsberuf für den Bereich Diätetik und Ernährung
- Ökotrophologe/Trophologe (Master und Bachelor of Science, früher Diplom) – Studium der Haushalts- und Ernährungswissenschaft, Ernährungswissenschaft und Lebensmittelhygiene, bei der Trophologie exklusive VWL und BWL
- Ernährungsmediziner – Arzt mit zusätzlichem Ausbildungsnachweis

Die Begriffe Ernährungsberater bzw. Ernährungstherapeut genießen keinen gesetzlichen Schutz und können daher theoretisch von jeder Person verwendet werden, die auf diesem Gebiet tätig ist. Zur Absicherung einer qualifizierten Beratung zertifizieren die Deutsche Gesellschaft für Ernährung und der Berufsverband Ökotrophologie ausgebildete Ernährungsberater (Ernährungsberater/DGE bzw. Ernährungsberater VDOE). Allerdings dürfen in der Primärprävention auch Personen tätig werden, die über Instituts-interne/private Abschlüsse bzw. Ausbildungen zum Ernährungsberater verfügen. Entsprechende Ausbildungen werden in Vollzeit, Teilzeit und in Form eines Fernstudiums angeboten.
Ein Patientenschutzverein wollte erreichen, dass derjenige, der Nahrungsergänzungsmittel herstellt und vertreibt und als Ernährungsberater tätig wird, der Genehmigung einer Gesundheitsbehörde bedarf. Im Einzelnen wurde gefordert, dass die Berufsbezeichnung Ernährungsberater gesetzlich geschützt wird. Das Petitionsverfahren wurde am 20. September 2007 abgeschlossen, da dem Anliegen nicht entsprochen werden konnte.
In der Begründung, warum diesem Anliegen nicht entsprochen werden konnte, verweist der Bundestag auf das Bundesministerium für Gesundheit, das mit dem Bundesministerium für Ernährung, Landwirtschaft und Verbraucherschutz auf den Art. 74 Abs. 1 Nr. 19 des Grundgesetzes. Danach hat der Bund die Befugnis, die Zulassung zu ärztlichen und anderen Heilberufen zu regeln. Hiervon hat der Bundesgesetzgeber für den Bereich der Ernährung durch das Diätassistenten-Gesetz Gebrauch gemacht. In dieser Begründung heißt es weiter:

„Das Diätassistentengesetz vom 8. März 1994 schützt die Berufsbezeichnung und regelt die bundeseinheitliche Ausbildung. Das Ausbildungsziel der Diätassistenten umfasst insbesondere die Vermittlung der Kenntnisse, Fähigkeiten und Fertigkeiten zur eigenverantwortlichen Durchführung diättherapeutischer und ernährungsmedizinischer Maßnahmen auf ärztliche Anordnung oder im Rahmen ärztlicher Verordnung wie dem Erstellen von Diätplänen, dem Planen, Berechnen und Herstellen wissenschaftlich anerkannter Diätformen befähigen soll sowie dazu, bei der Prävention und Therapie von Krankheiten mitzuwirken und ernährungstherapeutische Beratung und Schulungen durchzuführen […] Dabei wird der Bereich Ernährungsberatung durch eigene Fächer des theoretischen und praktischen Unterrichts wie auch Anteilen der praktischen Ausbildung abgedeckt. Auch die staatliche Prüfung erstreckt sich in ihrem mündlichen und praktischen Teil u. a. auf das Fach Diät- und Ernährungsberatung. Mit dem Diätassistentengesetz hat der Bundesgesetzgeber demnach die Grundlage für einen bundesgesetzlich ausgebildeten Beruf geschaffen, der auf dem Gebiet der Ernährungsberatung zu arbeiten befähigt ist […]“

Kostenbezuschussung bei Erkrankungen: Im Falle von vorliegenden Erkrankungen wird Ernährungsberatung in Deutschland von den gesetzlichen Krankenkassen gemäß § 43 SGB V bezuschusst. Die medizinische Notwendigkeit einer Ernährungsberatung muss vom Arzt festgestellt werden und per Bescheinigung oder Überweisung ausgestellt werden. Die Ernährungsberatung Stuttgart beschreibt: „Betroffene mit Erkrankungen erhalten eine 80-100 % Kostenbezuschussung von gesetzlichen Krankenkassen gemäß § 43 SGB V. Zur Gesundheitsunterstützung und Erhaltung einer professionellen Ernährungsberatung mit Ernährungsmedizin und Diätetik müssen betroffene eine medizinische Notwendigkeit vorweisen. Die Notwendigkeit mit einem Schreiben oder einer Überweisung wird vom Hausarzt ausgestellt für: Ernährungsberatung bei Adipositas, bei Allergien / Unverträglichkeiten, bei Obstipation, bei Vitaminmangel, bei innerer Erkrankung (Diabetes, Leber), bei Obstipation und bei Reizdarm.“ Die Kosten übernahm variiert in der Praxis von Krankenkassen zu Krankenkassen. Die Techniker Krankenkasse beschreibt im Falle der Ernährungsberatung bei medizinischer Notwendigkeit: „Sie bekommen 85 Prozent der Kosten erstattet – für die Erstberatung bis zu 45 Euro und für die Folgeberatungen bis zu 30 Euro.“ Die Kostenübernahme variiert.

### Österreich
In Österreich wird Ernährungsberatung in zwei Bereiche geteilt:
- in den medizinischen und
- in den gewerblichen Bereich.

Bei der „medizinischen Ernährungsberatung“ ist die ernährungsmedizinische Behandlung, Beratung und Therapie von Kranken oder krankheitsverdächtigen Menschen Ärzten und Diätologen und – unter ärztlicher Anleitung – dem diplomierten Gesunden- und Krankenpflegepersonal gesetzlich vorbehalten.
Eine Ernährungsberatung im „gewerblichen Bereich“ ist an nicht kranke oder krankheitsverdächtige Menschen gesetzlich gerichtet. Die Ernährungsberatung ist seit der Gewerbeordnungsnovelle 2002 ein Teilbereich der Lebens- und Sozialberatung. Die Ausübung des Gewerbes „Lebens- und Sozialberatung eingeschränkt auf Ernährungsberatung“ ist an die erfolgreiche Absolvierung der Studienrichtung Ernährungswissenschaften an einer inländischen Universität oder die erfolgreiche Ausbildung zum Diätologen gebunden (vgl. § 119 Abs. 1 GewO).
Österreich und Deutschland weisen Unterschiede bei der Kostenübernahme durch die Krankenkassen auf. Während in Österreich die Inanspruchnahme einer Leistung durch einen freiberuflichen Ernährungsberater zur Gänze selbst zu tragen sind, gibt es in Deutschland teilweise Kostenzuschüsse. Es wird hier von den verschiedenen Kassen eine individuelle Einzelfallprüfung vorgenommen und zwischen präventiven und ernährungstherapeutischen Beratungen unterschieden.